# Karl Geiger
Karl Geiger (11 februari 1993) is een Duits schansspringer.

## Carrière
Geiger maakte zijn debuut in de wereldbeker in het seizoen 2012/2013. Bij zijn eerste wereldbekerwedstrijd in Lillehammer werd hij 21e. Tijdens de wereldbekerwedstrijd in Klingenthal op 23 november 2013 behaalde Geiger samen met Andreas Wank, Andreas Wellinger en Severin Freund de tweede plaats in de teamwedstrijd.
Op 21 februari 2016 stond Geiger een eerste keer op het podium van een individuele wereldbekerwedstrijd met een tweede plaats op de normale schans in Lahti. In 2018 nam Geiger deel aan de Olympische winterspelen in Pyeongchang. Hij eindigde 10e op de normale schans en 7e op de grote schans. Samen met Richard Freitag, Stephan Leyhe en Andreas Wellinger behaalde Geiger de zilveren medaille in de landenwedstrijd.
Geiger won de bronzen medaille op de grote schans tijdens de Olympische Winterspelen in 2022 in Peking.

## Resultaten

### Olympische Spelen
| Jaar | Plaats      | Resultaat                                              |
| ---- | ----------- | ------------------------------------------------------ |
| 2018 | Pyeongchang | 10e normale schans · 7e grote schans · landenwedstrijd |

### Wereldkampioenschappen
| Jaar | Plaats  | Resultaten                                  |
| ---- | ------- | ------------------------------------------- |
| 2019 | Seefeld | 18e HS109 · Team HS109 · HS130 · Team HS130 |

### Wereldbeker
Eindklasseringen
| Seizoen   | Algm   | SV  | 4S    | RAW |
| --------- | ------ | --- | ----- | --- |
| 2012/2013 | 41e    | 47e | 59e   |     |
| 2013/2014 | 42e    | -   | 48e   |     |
| 2014/2015 | 75e    | -   | 58e   |     |
| 2015/2016 | 30e    | 29e | 31e   |     |
| 2016/2017 | 18e    | 18e | 18e   | 23e |
| 2017/2018 | 14e    | 24e | 11e   | 20e |
| 2018/2019 | 10e    | 13e | 11e   | 11e |
| 2019/2020 | Zilver | 5e  | Brons | 12e |

Wereldbekerzeges
| Datum             | Plaats        | Schans      |
| Individueel       | Individueel   | Individueel |
| ----------------- | ------------- | ----------- |
| 15 december 2018  | Engelberg     | HS140       |
| 16 februari 2019  | Willingen     | HS145       |
| 11 januari 2020   | Val di Fiemme | HS104       |
| 12 januari 2020   | Val di Fiemme | HS104       |
| 21 februari 2020  | Râșnov        | HS97        |
| 1 maart 2020      | Lahti         | HS130       |
| Landenwedstrijden |               |             |
| 19 januari 2019   | Zakopane      | HS134       |
| 25 januari 2020   | Zakopane      | HS140       |
| 29 februari 2020  | Lahti         | HS130       |

### Grand-Prix
Eindklasseringen
| Jaar | Plaats |
| ---- | ------ |
| 2012 | 58e    |
| 2013 | 42e    |
| 2014 | 41e    |
| 2016 | 9e     |
| 2017 | 20e    |
| 2018 | Zilver |
| 2019 | 5e     |

Grand-Prixzeges
| Datum             | Plaats       | Schans                |
| ----------------- | ------------ | --------------------- |
| 22 september 2018 | Rasnov       | HS97                  |
| 23 september 2018 | Rasnov       | HS97                  |
| 27 juli 2019      | Hinterzarten | HS108                 |
| 27 juli 2019      | Hinterzarten | HS108 (teamwedstrijd) |